# Cola
 Der er for få eller ingen kildehenvisninger i denne artikel, hvilket er et problem. Du kan hjælpe ved at angive troværdige kilder til de påstande, som fremføres i artiklen.

 For alternative betydninger, se Kola-slægten.
Cola er sødet læskedrik (sodavand). Drikken indeholder ofte kulsyre, koffein, fosforsyre (E338) og karamel (E-150d). Cola har sit navn efter kolanødden, som oprindeligt var koffeinkilden i cola. Cola fremstilles af vand (evt. æblesaft) tilsat en række ingredienser.

## Indholdsstoffer
Dette afsnit eller denne liste er kun påbegyndt. Hvis du ved mere om emnet, kan du hjælpe Wikipedia ved at tilføje mere.

Hyppige indholdsstoffer er
Sukker, kulsyre, fosforsyre, koffein, citrusolier, karamel (E-150d), sødestoffer, og andre smagsstoffer.

## Helbredsskadesvirkninger
Dette afsnit eller denne liste er kun påbegyndt. Hvis du ved mere om emnet, kan du hjælpe Wikipedia ved at tilføje mere.

Helbredsskadesvirkninger inkluderer nyresygdomme, fejlernæring, koffeinafhængighed, osteoporose, sukkersyge, skader på tænderne.[kilde mangler]

## Cola-mærker
Bemærk at listerne ikke er udtømmende, samt at nogle colaer findes i flere varianter.

### Danske colamærker
Dette er en liste hovedsageligt over colamærker, der markedsføres på dansk med primære markedsføringsområde Danmark og produceret i Danmark. Dog markedsføres Sun Cola i stort omfang udenfor Danmark. Enkelte af produkterne kan være produceret i udlandet, eksempelvis produceres Cult Cola "i EU" og det er lidt uklart hvad det primære marked er.
- Baldur Cola
- Balsi-Cola
- BIG Cola
- COOP Cola Classic
- CULT Cola og CULT Cola Light
- Frem Cola (let afstikkende ingrediensliste og indeholder bl.a. kolanød)
- Fuglsang Cola
- Hancock Cola
- Harboe cola, Harboe Cola Light og Harboe Cola Zero
- Jolly Cola, Jolly Cola Light og Jolly vanilla cola
- Naturfrisk Cola (økologisk)
- Scoop Colafantasi (koncentrat)
- Sodavandsfabrikken Cola og Sodavandsfabrikken Cola Zero (postmix-koncentrater til sodavandsanlæg)
- SPAR Cola
- Sun Cola og Sun Lolly Cola drik (kulsyrefrie)
- Tasty Cola og Tasty Cola Light (postmix-koncentrater til sodavandsanlæg)
- Vestfyen cola
- Øcola (økologisk)

### Store internationale mærker
- Coca-Cola  (1886)
- Mecca-Cola
- Pepsi
- Red Bull Cola
- Royal Crown
- Virgin Cola
- Zam Zam Cola

### Tyske colamærker, der markedsføres i Danmark
- Afrikola
- BioZisch Guarana-Cola
- fritz-kola
- Sinalco Cola